# Wanderer
Wanderer var en tysk maskinfabrik, der blev startet i 1894, men blev tvunget i knæ, da deres to fabrikker i Sachsen blev bombede under 2. verdenskrig i 1939. Sammen med Audi, DKW og Horch dannede de i 1932 Auto Union (nuværende Audi).

## Historie
Inden opførelsen af den store fabrik havde grundlæggeren Johann Baptist Winklhofer sammen med Richard Adolf Jaenicke i 1885 startet en mindre virksomhed til produktion og reparation af cykler – og senere også motorcykler. Ni år senere erhvervede de sig en grund på 19.000 m², hvor de så startede deres fabrik.
Den første motorcykel blev bygget i 1902, i 1903/1904 serieproducerede man skrivemaskiner, fra 1909 regnemaskiner. Tre år senerede blev den første bil bygget, dog serieproducerede man først disse fra 1913.
Efter krigen er fabrikken og dens varemærke blevet videreført til produktion af andre former for maskiner – bl.a. cykler.
- Wikimedia Commons har flere filer relateret til Wanderer køretøjer